# Stanisław Jurkiewicz

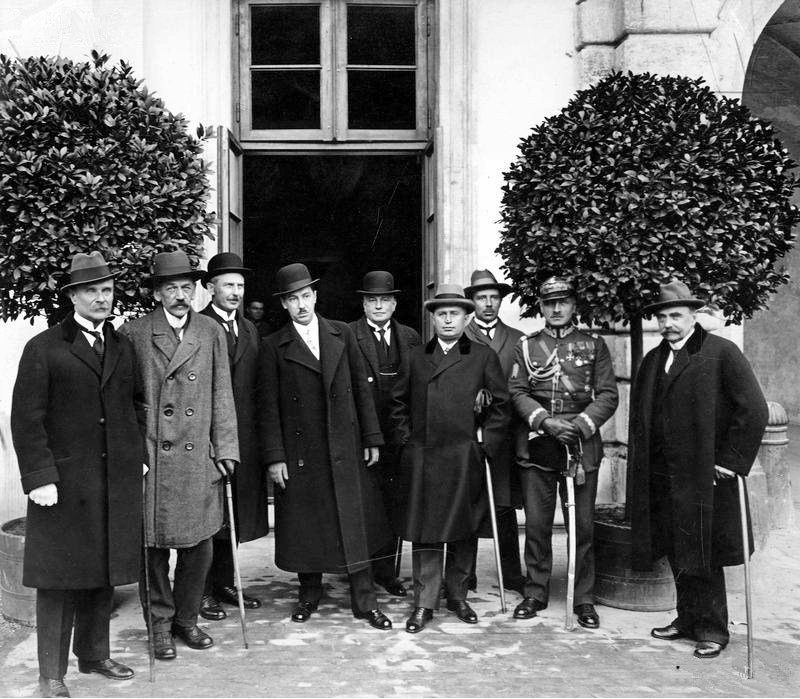
Członkowie rządu Józefa Piłsudskiego 2 października 1926 roku: od lewej: minister rolnictwa i dóbr państwowych Karol Niezabytowski, minister robót publicznych Jędrzej Moraczewski, minister komunikacji Paweł Romocki, minister przemysłu i handlu Eugeniusz Kwiatkowski, minister skarbu Gabriel Czechowicz, minister pracy i opieki społecznej Stanisław Jurkiewicz, minister reform rolnych Witold Staniewicz, minister spraw wewnętrznych Felicjan Sławoj Składkowski, minister sprawiedliwości Aleksander Meysztowicz

Stanisław Jurkiewicz (ur. 10 marca 1884 we Lwowie, zm. 30 maja 1954 w Warszawie) – polski prawnik, notariusz, minister rządu II RP, wolnomularz.

## Życiorys
Był synem Franciszka i Antoniny z Boreckich. Ukończył gimnazjum w Przemyślu, następnie Wydział Prawa Uniwersytetu Franciszkańskiego we Lwowie. Uzyskał doktorat z prawa. Kształcił się też w wiedeńskiej Exportakademie. Po zakończeniu studiów odbył roczną praktykę sędziowską we Lwowie. Przed 1914 r. pracował w Przemyślu jako prawnik.
Po wybuchu wielkiej wojny służył w armii austriackiej. Na początku konfliktu dostał się do niewoli rosyjskiej, przebywał w różnych obozach jenieckich. Po ucieczce osiadł w Moskwie, gdzie działał w Związku Prawników i Adwokatów Polskich. Po rewolucji lutowej brał udział w pracach Komisji Likwidacyjnej do spraw Królestwa Polskiego, zajmując się kwestią rewindykacji polskiego majątku ruchomego.

### II Rzeczpospolita
W 1919 r. powrócił do Polski i w kwietniu zatrudnił się w Ministerstwie Pracy i Opieki Społecznej jako urzędnik nieetatowy. 1 lipca 1919 r. został mianowany radcą ministerialnym, później naczelnikiem wydziału, a następnie od października 1920 r. dyrektorem Departamentu Opieki Społecznej. Jesienią 1921 r. przeszedł na równoległe stanowisko dyrektora Departamentu Ubezpieczeń Społecznych. W roku 1920 walczył jako ochotnik w wojnie polsko-bolszewickiej.
15 maja 1926 r. Jurkiewicz został mianowany ministrem pracy i opieki społecznej w rządzie Kazimierza Bartla. Pełnił ten urząd w kolejnych rządach Kazimierza Bartla i w rządzie Józefa Piłsudskiego. Jako minister musiał się zmierzyć z kwestią bezrobocia. W połowie 1926 r. utrzymywało się ono wciąż na bardzo wysokim poziomie, co skłoniło Jurkiewicza do opowiedzenia się za kontynuacją dotychczasowych założeń pomocy dla osób pozbawionych pracy. Wraz z poprawą koniunktury gospodarczej możliwe okazało się m.in. zwiększanie środków asygnowanych na roboty publiczne. Sam minister nie był jednakże zwolennikiem przesadnego koncentrowania się na tej metodzie walki z bezrobociem. Uważał, że lepsze efekty w dłuższej perspektywie można będzie osiągnąć poprzez wzrost produktywności przemysłowej oraz przyspieszenie procesu parcelacji ziemi na wsi. Minister popierał również ideę wyjazdów sezonowych polskich pracowników za granicę. Ponadto minister przeprowadził nowelizacje w prawie pracy. Najważniejsze zmiany wprowadzono, gdy urząd premiera sprawował Józef Piłsudski (2 października 1926 – 27 czerwca 1928). Jurkiewicz podjął też wysiłki na rzecz rozbudowy systemu opieki społecznej. Służyć temu miały m.in. rozporządzenia prezydenckie: o zwalczaniu żebractwa i włóczęgostwa oraz o opiekunach społecznych i o komisjach opieki społecznej. Za urzędowania Jurkiewicza przygotowano projekty aktów prawnych, m.in. dotyczące ujednolicenia systemu ubezpieczeń społecznych. Urząd ministra pełnił do 13 kwietnia 1929 r.
Po odejściu z rządu był notariuszem przy Wydziale Hipotecznym Sądu Okręgowego w Warszawie. W latach 1937–1939 pełnił funkcję wiceprezesa Izby Notarialnej w Warszawie.
W latach 30. był delegatem Rządu do Rady Administracyjnej Międzynarodowego Biura Pracy w Genewie i do innych komitetów międzynarodowych.

### II wojna światowa i dalsze życie
W połowie września 1939 r. wraz ze swoim bratankiem Longinem Jurkiewiczem przekroczył granicę polsko-rumuńską. W grudniu dotarł do Francji, a następnie znalazł się w Bernie, gdzie w kolejnych latach pełnił z ramienia rządu emigracyjnego funkcję delegata MPiOS na nieokupowaną część Francji, Portugalię i Szwajcarię.
Po zakończeniu wojny przebywał przez pewien czas w Stanach Zjednoczonych, a także w Genewie, gdzie reprezentował Polski Czerwony Krzyż. Powrócił z emigracji w grudniu 1946 r., zamieszkał w Warszawie i pracował na stanowisku rzecznika interesu publicznego przy Trybunale Ubezpieczeń Społecznych (do 1954 roku).
Zmarł 30 maja 1954 r. i został pochowany na cmentarzu Powązkowskim w Warszawie (kwatera 133-2-17).
W 2022 roku z inicjatywy premiera Mateusza Morawieckiego Fundacja „Stare Powązki”, w ramach projektu odrestaurowywania grobów ministrów II RP, odnowiła grobowiec grób Jurkiewiczów.

## Życie prywatne
Miał dwójkę rodzeństwa:
- Józefa (1887–1980), z zawodu piekarza, który był ojcem cichociemnego Longina Jurkiewicza (1920–1943)[5]
- Ewę Olgę (1900–1991), która wyszła za Tadeusza Litawińskiego, zakopiańskiego kolekcjonera dzieł sztuki.

2 sierpnia 1919 roku ożenił się z Janiną (1880–1961), córką Ignacego i Wandy Podgórskich. Rodzicami chrzestnymi Janiny byli Maria Konopnicka i Andrzej Strug. Janina Jurkiewicz była pierwszą polską adwokatką. Po przyjeździe do Warszawy w latach 20. Stanisław i Janina Jurkiewiczowie zamieszkali w willi przy ul. Kieleckiej 33a (tel. 4-37-72). Po powrocie z emigracji ponownie zamieszkali w tym samym domu. Jurkiewiczowie nie mieli dzieci.

## Okresy pełnienia urzędu ministra

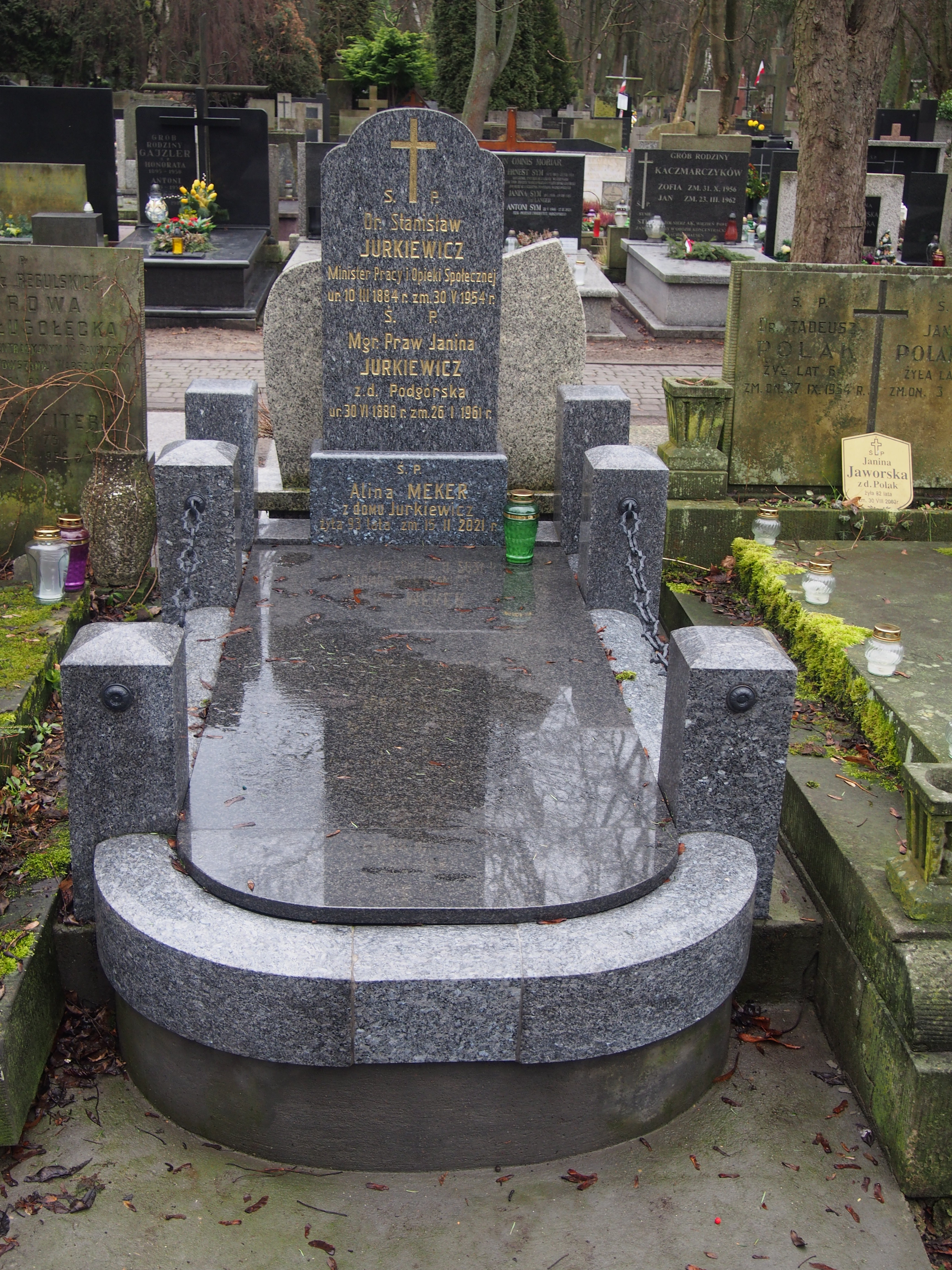
Grób Stanisława i Janiny Jurkiewiczów na cmentarzu Powązkowskim w Warszawie (2023)

- 15 V – 4 VI 1926[3]
- p.o. 4–8 VI 1926
- 8 VI – 24 IX 1926
- p.o. 24–27 IX 1926
- 27–30 IX 1926
- p.o. 30 IX – 2 X 1926
- 2 X 1926 – 27 VI 1928
- 27 VI 1928 – 13 IV 1929
- p.o. 13–14 IV 1929

## Członkostwo w organizacjach
- Prezes Polskiego Towarzystwa Reformy Mieszkaniowej
- Prezes kuratorium Fundacji Domów Akademickich im. Gabriela Narutowicza
- Wiceprezes Izby Notarialnej Warszawskiej
- członek rady nadzorczej Towarzystwa Osiedli Robotniczych
- członek rady zarządzającej Instytutu Spraw Społecznych[1].

## Ordery i odznaczenia
- Krzyż Komandorski z Gwiazdą Orderu Odrodzenia Polski (11 listopada 1936)[9]
- Krzyż Komandorski Orderu Odrodzenia Polski (27 grudnia 1924)[10]
- Krzyż Niepodległości (17 września 1932)[11]
- Oficer Orderu Legii Honorowej (Francja)[1]